# Miconia kraenzlinii
Miconia kraenzlinii är en tvåhjärtbladig växtart som beskrevs av Célestin Alfred Cogniaux. Miconia kraenzlinii ingår i släktet Miconia och familjen Melastomataceae.
Artens utbredningsområde är Colombia. Utöver nominatformen finns också underarten M. k. aequatorialis.